# Lista siturilor arheologice din județul Arad - S
Lista siturilor arheologice din județul Arad - S conține toate siturile arheologice din județul Arad înscrise în Repertoriul Arheologic Național (RAN) și aflate în localități al căror nume începe cu litera S. RAN este administrat de Ministerul Culturii și Patrimoniului Național și cuprinde date științifice, cartografice, topografice, imagini și planuri, precum și orice alte informații privitoare la zonele cu potențial arheologic, studiate sau nu, încă existente sau dispărute.
Puteți căuta un sit din localitățile care încep cu litera S folosind formularul de mai jos sau puteți naviga prin toate siturile din județ la Lista siturilor arheologice din județul Arad.
| Cod RAN                                  | Denumire | Localitate                            | Adresă            | Datare                                        | Descoperit | Coordonate                                    | Imagine           | Erori            |
| ---------------------------------------- | --- | ------------------------------------- | ----------------- | --------------------------------------------- | ---------- | --------------------------------------------- | ----------------- | ---------------- |
| 11851.01.02 (Cod LMI: AR-I-m-A-00450.03) | Situl arheologic de la Săvârșin - "Dealul Cetățuia" / ansamblu anonim(Cetățuia) (Categorie: locuire civilă) (Tip: Așezare)                  | sat Săvârșin, comuna Săvârșin         | Dealul Cetățuia   |                                               |            | 46°00′35″N 22°13′42″E / 46.00972°N 22.22833°E | Încărcați imagine | Raportați eroare |
| 11851.01.04 (Cod LMI: AR-I-m-A-00450.01) | Situl arheologic de la Săvârșin - "Dealul Cetățuia" / ansamblu anonim(Cetățuia) (Categorie: locuire civilă) (Tip: Așezare)                  | sat Săvârșin, comuna Săvârșin         | Dealul Cetățuia   | geto-dacică sec. IV a. Chr. - sec. II p. Chr. |            | 46°00′35″N 22°13′42″E / 46.00972°N 22.22833°E | Încărcați imagine | Raportați eroare |
| 11851.01.06 (Cod LMI: AR-I-m-A-00450.02) | Situl arheologic de la Săvârșin - "Dealul Cetățuia" / ansamblu anonim(Cetățuia) (Categorie: locuire civilă) (Tip: Fortificație)             | sat Săvârșin, comuna Săvârșin         | Dealul Cetățuia   | geto-dacică sec. II a. Chr. - sec. II p. Chr. |            | 46°00′35″N 22°13′42″E / 46.00972°N 22.22833°E | Încărcați imagine | Raportați eroare |
| 11851.01.03 (Cod LMI: AR-I-s-A-00450)    | Situl arheologic de la Săvârșin - "Dealul Cetățuia" / ansamblu anonim(Cetățuia) (Categorie: locuire civilă) (Tip: Așezare)                  | sat Săvârșin, comuna Săvârșin         | Dealul Cetățuia   |                                               |            | 46°00′35″N 22°13′42″E / 46.00972°N 22.22833°E | Încărcați imagine | Raportați eroare |
| 11851.01.08 (Cod LMI: AR-I-s-A-00450)    | Situl arheologic de la Săvârșin - "Dealul Cetățuia" / ansamblu anonim(Cetățuia) (Categorie: locuire civilă) (Tip: Așezare)                  | sat Săvârșin, comuna Săvârșin         | Dealul Cetățuia   | sec. XIII                                     |            | 46°00′35″N 22°13′42″E / 46.00972°N 22.22833°E | Încărcați imagine | Raportați eroare |
| 11851.01.07 (Cod LMI: AR-I-s-A-00450)    | Situl arheologic de la Săvârșin - "Dealul Cetățuia" / ansamblu anonim(Cetățuia) (Categorie: locuire civilă) (Tip: necropola)                | sat Săvârșin, comuna Săvârșin         | Dealul Cetățuia   | sec. XI-XIV                                   |            | 46°00′35″N 22°13′42″E / 46.00972°N 22.22833°E | Încărcați imagine | Raportați eroare |
| 11851.01.01 (Cod LMI: AR-I-s-A-00450)    | Situl arheologic de la Săvârșin - "Dealul Cetățuia" / ansamblu anonim(Cetățuia) (Categorie: locuire civilă) (Tip: Așezare)                  | sat Săvârșin, comuna Săvârșin         | Dealul Cetățuia   | Coțofeni                                      |            | 46°00′35″N 22°13′42″E / 46.00972°N 22.22833°E | Încărcați imagine | Raportați eroare |
| 11851.01.05 (Cod LMI: AR-I-s-A-00450)    | Situl arheologic de la Săvârșin - "Dealul Cetățuia" / ansamblu anonim(Cetățuia) (Categorie: locuire civilă) (Tip: necropola de incinerație) | sat Săvârșin, comuna Săvârșin         | Dealul Cetățuia   | sec. IV-II a. Chr.                            |            | 46°00′35″N 22°13′42″E / 46.00972°N 22.22833°E | Încărcați imagine | Raportați eroare |
| 11575.02.01 (Cod LMI: AR-I-s-A-00451)    | Valuri de pământ postromane de la Sâmbăteni - "La Iarcuri" / ansamblu anonim (Categorie: fortificație) (Tip: Val de pământ)                 | sat Sâmbăteni, comuna Păuliș          | La Iarcuri        | sec. III - V                                  |            | 46°08′23″N 21°33′15″E / 46.13972°N 21.55417°E | Încărcați imagine | Raportați eroare |
| 11986.01.01 (Cod LMI: AR-I-m-B-00452.01) | Așezarea Bodrogkeresztur de la Sânpetru German - "Fântâna vacilor" / ansamblu anonim (Categorie: locuire civilă) (Tip: Așezare)             | sat Sânpetru German, comuna Secusigiu | Fântâna vacilor   | Bodrogkeresztur                               |            |                                               | Încărcați imagine | Raportați eroare |
| 11986.01.02 (Cod LMI: AR-I-m-B-00452.02) | Așezarea Bodrogkeresztur de la Sânpetru German - "Fântâna vacilor" / ansamblu anonim (Categorie: locuire civilă) (Tip: Necropolă)           | sat Sânpetru German, comuna Secusigiu | Fântâna vacilor   | Bodrogkeresztur                               |            |                                               | Încărcați imagine | Raportați eroare |
| 11986.01.03 (Cod LMI: AR-I-s-B-00452)    | Așezarea Bodrogkeresztur de la Sânpetru German - "Fântâna vacilor" / ansamblu anonim (Categorie: locuire civilă) (Tip: Așezare)             | sat Sânpetru German, comuna Secusigiu | Fântâna vacilor   | Baden                                         |            |                                               | Încărcați imagine | Raportați eroare |
| 11986.01.04 (Cod LMI: AR-I-s-B-00452)    | Așezarea Bodrogkeresztur de la Sânpetru German - "Fântâna vacilor" / ansamblu anonim (Categorie: locuire civilă) (Tip: Așezare)             | sat Sânpetru German, comuna Secusigiu | Fântâna vacilor   | sec. X-XIII                                   |            |                                               | Încărcați imagine | Raportați eroare |
| 12108.01.01 (Cod LMI: AR-I-s-B-00453)    | Așezarea Tisa de la Sântana - "Dâmbul Popilor" / ansamblu anonim (Categorie: locuire civilă) (Tip: Așezare)                                 | oraș Sântana                          | Dâmbul Popilor    | Tisa                                          |            |                                               | Încărcați imagine | Raportați eroare |
| 12108.02.01 (Cod LMI: AR-I-m-A-00454.02) | Așezarea hallstattiană și medievală de la Sântana - "Cetatea Veche" / ansamblu anonim (Categorie: locuire civilă) (Tip: Așezare)            | oraș Sântana                          | Cetatea Veche     |                                               |            |                                               | Încărcați imagine | Raportați eroare |
| 12108.02.02 (Cod LMI: AR-I-m-A-00454.03) | Așezarea hallstattiană și medievală de la Sântana - "Cetatea Veche" / ansamblu anonim (Categorie: locuire civilă) (Tip: Fortificație)       | oraș Sântana                          | Cetatea Veche     |                                               |            |                                               | Încărcați imagine | Raportați eroare |
| 12108.02.03 (Cod LMI: AR-I-m-A-00454.01) | Așezarea hallstattiană și medievală de la Sântana - "Cetatea Veche" / ansamblu anonim (Categorie: locuire civilă) (Tip: Așezare)            | oraș Sântana                          | Cetatea Veche     |                                               |            |                                               | Încărcați imagine | Raportați eroare |
| 12108.03.01 (Cod LMI: AR-I-m-A-00455.01) | Așezarea și necropola daco-romană de la Sântana / ansamblu anonim (Categorie: locuire civilă) (Tip: Așezare)                                | oraș Sântana                          |                   | sec. II - III                                 |            |                                               | Încărcați imagine | Raportați eroare |
| 12108.03.02 (Cod LMI: AR-I-m-A-00455.02) | Așezarea și necropola daco-romană de la Sântana / ansamblu anonim (Categorie: locuire civilă) (Tip: Necropolă)                              | oraș Sântana                          |                   | sec. II - III                                 |            |                                               | Încărcați imagine | Raportați eroare |
| 12135.01.01 (Cod LMI: AR-I-m-B-00456.02) | Situl arheologic de la Socodor - "Găvăjdia" / ansamblu anonim (Categorie: locuire civilă) (Tip: Așezare)                                    | sat Socodor, comuna Socodor           | Găvăjdia          | Otomani                                       |            |                                               | Încărcați imagine | Raportați eroare |
| 12135.01.02 (Cod LMI: AR-I-m-B-00456.01) | Situl arheologic de la Socodor - "Găvăjdia" / ansamblu anonim (Categorie: locuire civilă) (Tip: Necropolă)                                  | sat Socodor, comuna Socodor           | Găvăjdia          | sec. V - VI                                   |            |                                               | Încărcați imagine | Raportați eroare |
| 11575.01.01                              | Așezare neo-eneolitică la Sâmbăteni / ansamblu anonim (Categorie: locuire civilă) (Tip: Locuire)                                            | sat Sâmbăteni, comuna Păuliș          |                   |                                               |            |                                               | Încărcați imagine | Raportați eroare |
| 11851.02.01                              | Locuire preistorică la Săvârșin- Hadă / ansamblu anonim (Categorie: locuire civilă) (Tip: Locuire)                                          | sat Săvârșin, comuna Săvârșin         | Hadă              |                                               |            |                                               | Încărcați imagine | Raportați eroare |
| 12135.03.01                              | Așezarea din epoca bronzului de la Socodor / ansamblu anonim (Categorie: locuire civilă) (Tip: Așezare)                                     | sat Socodor, comuna Socodor           |                   | Bodrogkeresztur                               |            |                                               | Încărcați imagine | Raportați eroare |
| 12135.02                                 | Fragment ceramic neolitic de la Socodor - "Căușade" (Categorie: descoperire izolată) (Tip: obiect izolat)                                   | sat Socodor, comuna Socodor           | Căușade           |                                               |            |                                               | Încărcați imagine | Raportați eroare |
| 11520.01.01                              | Locuirea eneolitică de la Sintea Mică - "La Meri" / ansamblu anonim (Categorie: locuire civilă) (Tip: Așezare)                              | sat Sintea Mică, comuna Olari         | La Meri           | Tiszapolgár                                   |            |                                               | Încărcați imagine | Raportați eroare |
| 12046.01.01                              | Situl arheologic de la Șemlac / ansamblu anonim (Categorie: locuire civilă) (Tip: Așezare)                                                  | sat Semlac, comuna Semlac             |                   | Glina                                         |            |                                               | Încărcați imagine | Raportați eroare |
| 12046.01.02                              | Situl arheologic de la Șemlac / ansamblu anonim (Categorie: locuire civilă) (Tip: Așezare)                                                  | sat Semlac, comuna Semlac             |                   | sec. XII - XIII                               |            |                                               | Încărcați imagine | Raportați eroare |
| 11977.01.01                              | Situl arheologic de la Satu Mare - La Vii / ansamblu anonim (Categorie: locuire) (Tip: Așezare)                                             | sat Satu Mare, comuna Secusigiu       | La Vii            |                                               |            |                                               | Încărcați imagine | Raportați eroare |
| 11977.01.02                              | Situl arheologic de la Satu Mare - La Vii / ansamblu anonim (Categorie: locuire) (Tip: Așezare)                                             | sat Satu Mare, comuna Secusigiu       | La Vii            |                                               |            |                                               | Încărcați imagine | Raportați eroare |
| 11977.01.03                              | Situl arheologic de la Satu Mare - La Vii / ansamblu anonim (Categorie: locuire) (Tip: Așezare)                                             | sat Satu Mare, comuna Secusigiu       | La Vii            |                                               |            |                                               | Încărcați imagine | Raportați eroare |
| 11977.01.04                              | Situl arheologic de la Satu Mare - La Vii / ansamblu anonim (Categorie: locuire) (Tip: Așezare)                                             | sat Satu Mare, comuna Secusigiu       | La Vii            |                                               |            |                                               | Încărcați imagine | Raportați eroare |
| 11977.01.05                              | Situl arheologic de la Satu Mare - La Vii / ansamblu anonim (Categorie: locuire) (Tip: Necropolă de inhumație)                              | sat Satu Mare, comuna Secusigiu       | La Vii            |                                               |            |                                               | Încărcați imagine | Raportați eroare |
| 11977.02.01                              | Movila de epocă necunoscută de la Satu Mare / ansamblu anonim (Categorie: descoperire funerară) (Tip: movile)                               | sat Satu Mare, comuna Secusigiu       |                   |                                               |            |                                               | Încărcați imagine | Raportați eroare |
| 11977.03.01                              | Movila de epocă neprecizată de la Satu Mare / ansamblu anonim (Categorie: descoperire funerară) (Tip: Movilă)                               | sat Satu Mare, comuna Secusigiu       |                   |                                               |            |                                               | Încărcați imagine | Raportați eroare |
| 11977.04.01                              | Movila de epocă neprecizată de la Satu Mare - Cimitirul Sârbesc / ansamblu anonim (Categorie: descoperire funerară) (Tip: Movilă)           | sat Satu Mare, comuna Secusigiu       | Cimitirul Sârbesc |                                               |            |                                               | Încărcați imagine | Raportați eroare |
| 11977.05.01                              | Movila de epocă neprecizată de la Satu Mare - Lalica Humca / ansamblu anonim (Categorie: descoperire funerară) (Tip: Movilă)                | sat Satu Mare, comuna Secusigiu       | Lalica Humca      |                                               |            |                                               | Încărcați imagine | Raportați eroare |
| 11441.01.01                              | Așezarea daco-romană de la Satu Nou / ansamblu anonim (Categorie: locuire) (Tip: Așezare)                                                   | sat Satu Nou, comuna Mișca            |                   |                                               |            |                                               | Încărcați imagine | Raportați eroare |
| 11575.03.01                              | Vatra medievală de la Sâmbăteni - Săliște / ansamblu anonim (Categorie: locuire) (Tip: așezare)                                             | sat Sâmbăteni, comuna Păuliș          | Săliște           |                                               |            |                                               | Încărcați imagine | Raportați eroare |
| 11986.03.01                              | Așezarea preistorică de la Sânpetru German - Sandberg / ansamblu anonim (Categorie: locuire) (Tip: Așezare)                                 | sat Sânpetru German, comuna Secusigiu | Sandberg          |                                               |            |                                               | Încărcați imagine | Raportați eroare |
| 11986.04.01                              | Movilele de epocă necunoscută de la Sânpetru German - Wolsberg / ansamblu anonim (Categorie: descoperire funerară) (Tip: movile)            | sat Sânpetru German, comuna Secusigiu | Wolsberg          |                                               |            |                                               | Încărcați imagine | Raportați eroare |
| 11986.05.01                              | Situl arheologic de la Sânpetru German - Malul Înalt / ansamblu anonim (Categorie: locuire) (Tip: Așezare)                                  | sat Sânpetru German, comuna Secusigiu | Malul Înalt       | Baden                                         |            |                                               | Încărcați imagine | Raportați eroare |
| 11986.05.02                              | Situl arheologic de la Sânpetru German - Malul Înalt / ansamblu anonim (Categorie: locuire) (Tip: Așezare)                                  | sat Sânpetru German, comuna Secusigiu | Malul Înalt       | Bodrogkeresztur                               |            |                                               | Încărcați imagine | Raportați eroare |
| 11986.06.01                              | Așezarea Baden de la Sânpetru German - La Cărămidărie / ansamblu anonim (Categorie: locuire) (Tip: Așezare)                                 | sat Sânpetru German, comuna Secusigiu | La Cărămidărie    | Baden                                         |            |                                               | Încărcați imagine | Raportați eroare |
| 11986.07.01                              | Așezarea din epoca bronzului de la Sânpetru German - Rechtberg / ansamblu anonim (Categorie: locuire) (Tip: Așezare)                        | sat Sânpetru German, comuna Secusigiu | Rechtberg         |                                               |            |                                               | Încărcați imagine | Raportați eroare |
| 11986.09.01                              | Situl arheologic de la Sânpetru German - Magazin / ansamblu anonim (Categorie: locuire) (Tip: Așezare)                                      | sat Sânpetru German, comuna Secusigiu | Magazin           |                                               |            |                                               | Încărcați imagine | Raportați eroare |
| 11986.09.02                              | Situl arheologic de la Sânpetru German - Magazin / ansamblu anonim (Categorie: locuire) (Tip: Așezare)                                      | sat Sânpetru German, comuna Secusigiu | Magazin           |                                               |            |                                               | Încărcați imagine | Raportați eroare |
| 11986.09.03                              | Situl arheologic de la Sânpetru German - Magazin / ansamblu anonim (Categorie: locuire) (Tip: Așezare)                                      | sat Sânpetru German, comuna Secusigiu | Magazin           | sec. XI-XIII                                  |            |                                               | Încărcați imagine | Raportați eroare |
| 11986.08.01                              | Așezarea din epoca migrațiilor de la Sânpetru German - Goliat / ansamblu anonim (Categorie: locuire) (Tip: Așezare)                         | sat Sânpetru German, comuna Secusigiu | Goliat            |                                               |            |                                               | Încărcați imagine | Raportați eroare |
| 11959.01.01                              | Movila preistorică de la Secusigiu - Dombi / ansamblu anonim (Categorie: descoperire funerară) (Tip: Movilă)                                | sat Secusigiu, comuna Secusigiu       | Dombi             |                                               |            |                                               | Încărcați imagine | Raportați eroare |
| 11959.02.01                              | Movila din epoca migrațiilor de la Secusigiu / ansamblu anonim (Categorie: descoperire funerară) (Tip: Movilă)                              | sat Secusigiu, comuna Secusigiu       |                   | avară                                         |            |                                               | Încărcați imagine | Raportați eroare |